# Inname van de Citadel van Antwerpen
De Inname van de Citadel van Antwerpen had plaats tijdens de Tachtigjarige Oorlog te Antwerpen van 1 augustus op 2 augustus 1577, in opdracht van de Willem van Oranje onder uitvoering van Filips de Zoete tegen kolonels Fronsberg en Fugger. Vanaf 23 augustus begonnen burgers met de sloop van deze Citadel van Antwerpen. Op 18 september hield de prins van Oranje zijn intocht in de stad.

## Aanloop
Na het vertrek van de Spaanse troepen uit Antwerpen op 26 maart werd de citadel overgedragen aan Filips van Croÿ, hertog van Aarschot. Duitse vendels die onder bevel stonden van de kolonels Nicolas Pollweiler, Georg Fronsberg en Karl Fugger op de citadel bleven achter. Op 1 augustus hadden deze vendels kenbaar gemaakt dat zij voornemens waren om de stad in te nemen. Antwerpse burgers die de Spaanse Furie van het voorgaande jaar nog vers in het achterhoofd hadden, vreesden voor nieuwe gruweldaden en namen de wapens ter hand. Liedekercke, Roeck en Bourse sloten een verbond om de citadel te veroveren. Eerst zou men een poging wagen tot onderhandeling. Zij wisten dat het garnizoen gevoelig was voor geld. Er werd vierhonderdduizend gulden ingezameld, ze traden in onderhandeling met de Duitsers en deden een bod van honderdvijftigduizend gulden als de Duitsers vrijwillig zouden vertrekken. De Duitsers zouden het aanbod in overweging nemen.

## Aanval

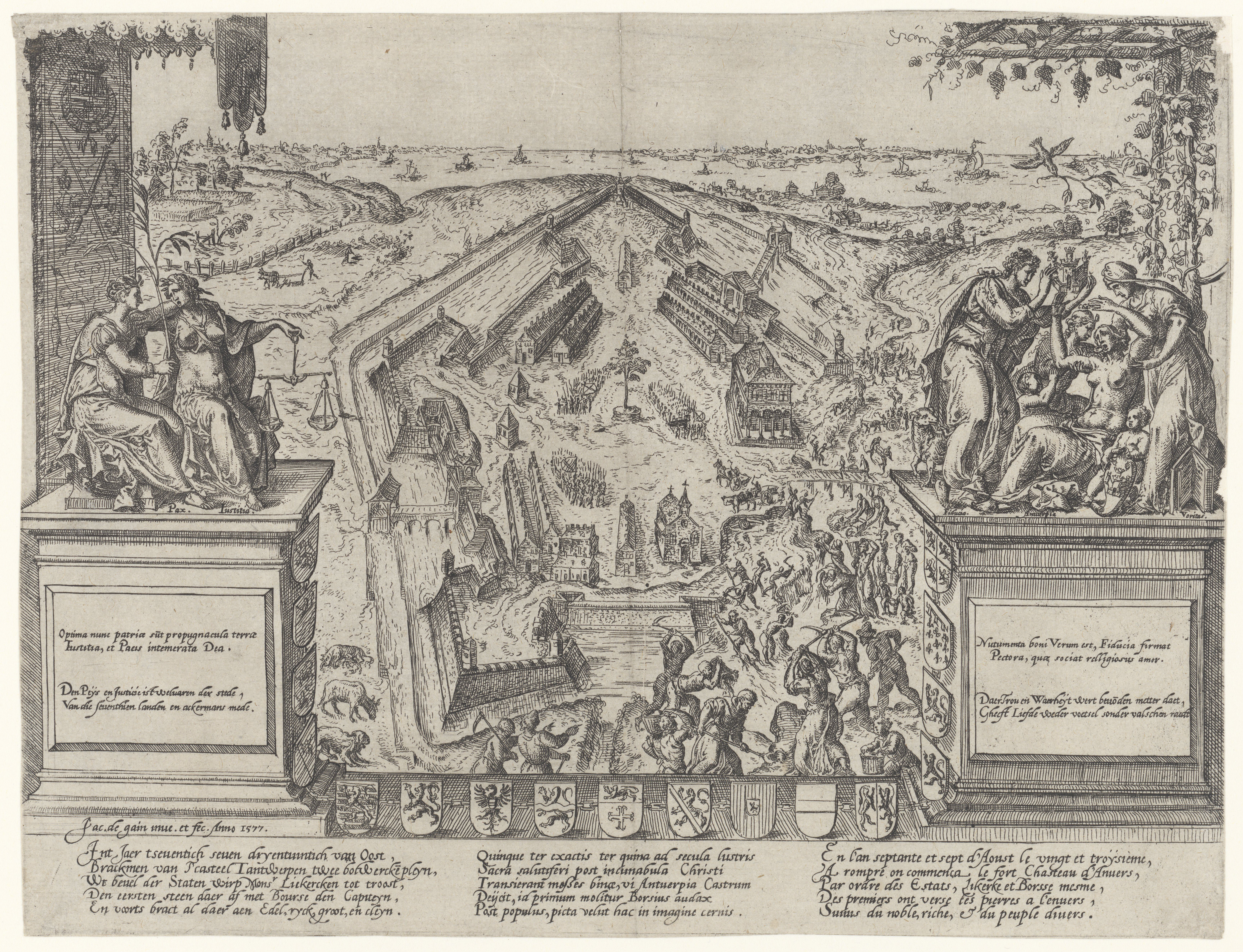
Afbraak van de citadel, door Frans Hogenberg
(collectie: Rijksmuseum Amsterdam)

In de namiddag van 2 augustus had Bourse zijn vendel in slagorde opgesteld. Hij wist ook nog een tweede vendel over te halen zich bij hem aan te sluiten. Een derde twijfelde, het vierde onder Jannist Treslong weigerde. Er werd in de avond geschoten tijdens schermutselingen in de stad. Er ging zelfs een gerucht dat Bourse in de strijd omgekomen zou zijn. (Een onbekende had de zwarte hoed met witte pluim van Bourse gedragen. Ze hadden hem zijn hoed eraf geschoten, die in een gracht was beland. Daarom dachten toeschouwers dat het Bourse was, die dood in de gracht dreef) Op dat moment hoorde men drie kanonschoten, het afgesproken teken dat de citadel gewonnen was. De verschrikte Duitsers hoorden roepen: " 't kasteel is Geus!". Treslong en zijn soldaten werden gevangengenomen. De Duitsers verschansten zich in de Nieuwstad. Dezelfde nacht stuurden ze brieven naar Willem van Oranje, Willem van Blois Treslong en Filips de Zoete, om te komen met zoveel volk en schepen als mogelijk zou zijn. De Duitse soldaten hielden zich de hele nacht te wapen, onzeker over wat er gebeuren zou. De Antwerpenaren besloten hun betaling voor vertrek aan te bieden. Op dat moment zag men een aantal schepen volbehangen met vlaggen naderen. De schepen schoten op de stad. In de stad riep men: "De Geuzen komen! De Geuzen!!" waarop paniek uitbrak, ook onder de Duitsers. Zij sloegen op de vlucht, bagage en wapens achterlatende, zonder zich om het aangeboden goud te bekommeren. De "enorme" vloot die naderde was Filips de Zoete, heer van Hautain, die wist dat hij met zijn kleine vloot weinig kon uitrichten, maar had gebluft door de schepen vol te hangen met vlaggen van verschillende nationaliteiten om de schijn te wekken dat een grote vloot naderde.

## Nasleep

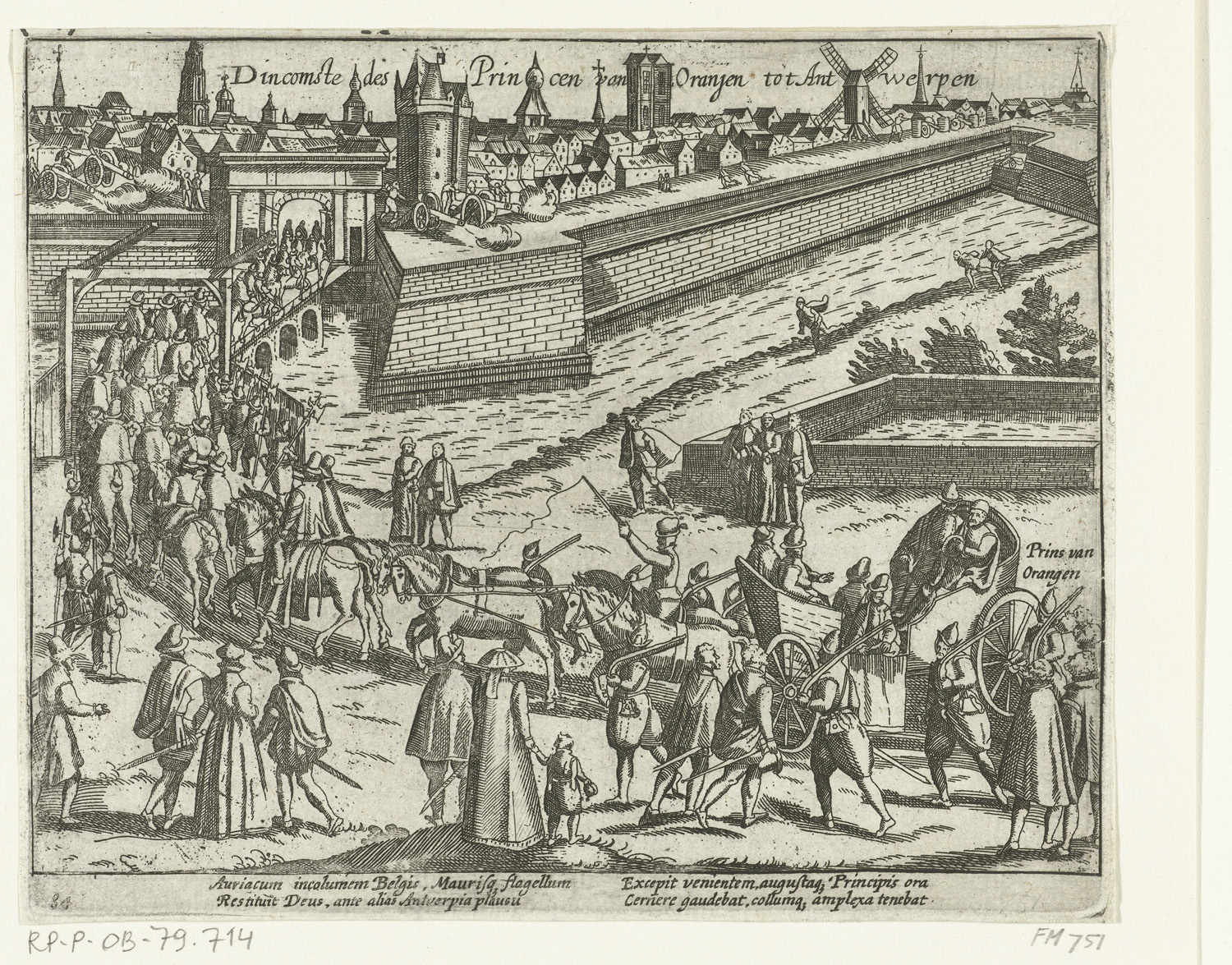
Intocht Willem van Oranje, door Frans Hogenberg
(collectie: Rijksmuseum Amsterdam)

In Antwerpen werd De Zoete als een held onthaald en hij werd beloond met een gouden keten. Men wilde in de stad van de citadel af en zond daarvoor brieven aan de Staten met een verzoek daartoe. Drie weken later werd toestemming gegeven. Op vrijdag 23 augustus kon de sloop beginnen. Mannen, vrouwen, kinderen, iedereen hielp mee. 
In deze jaren werden meer "Spaanse kastelen" gesloopt door burgers, zoals in Utrecht, Gent, Valencijn, Rijsel, in later tijden Leeuwarden, Groningen en Gouda. Fugger werd door Champagney gevangengenomen tijdens de inname van Bergen op Zoom. Fronsberg had zich in Breda verschanst, welke stad middels een list werd ingenomen door Hohenlohe en Champagney tijdens het Beleg van Breda. Op 18 september is dan de intocht van de prins van Oranje te Antwerpen, in een open wagen trekt hij door de Rodepoort de stad binnen.
1567: Slag bij Oosterweel · 
1576: Spaanse Furie ·
1577: Inname van de Citadel van Antwerpen · 
1579: Slag bij Borgerhout ·
1583: Franse Furie · 
1584-85: Beleg door Farnese (Parma) · 
1585: Slag op de Kouwensteinsedijk · 
1605: Maurits I · 
1620: Maurits II · 
1623: Maurits III · 
1624: Maurits IV · 
1638: Slag bij Kallo · 
1646: Beleg door Frederik Hendrik · 
1832: Beleg door Gérard